# 德拉武茨·丽陶
德拉武茨·丽陶（匈牙利語：Drávucz Rita，1980年4月14日—），匈牙利女子水球运动员。她曾代表匈牙利参加2004年、2008年和2012年夏季奥林匹克运动会水球比赛，其中2008年和2012年奥运会均获得第四名。